# 갱그렐

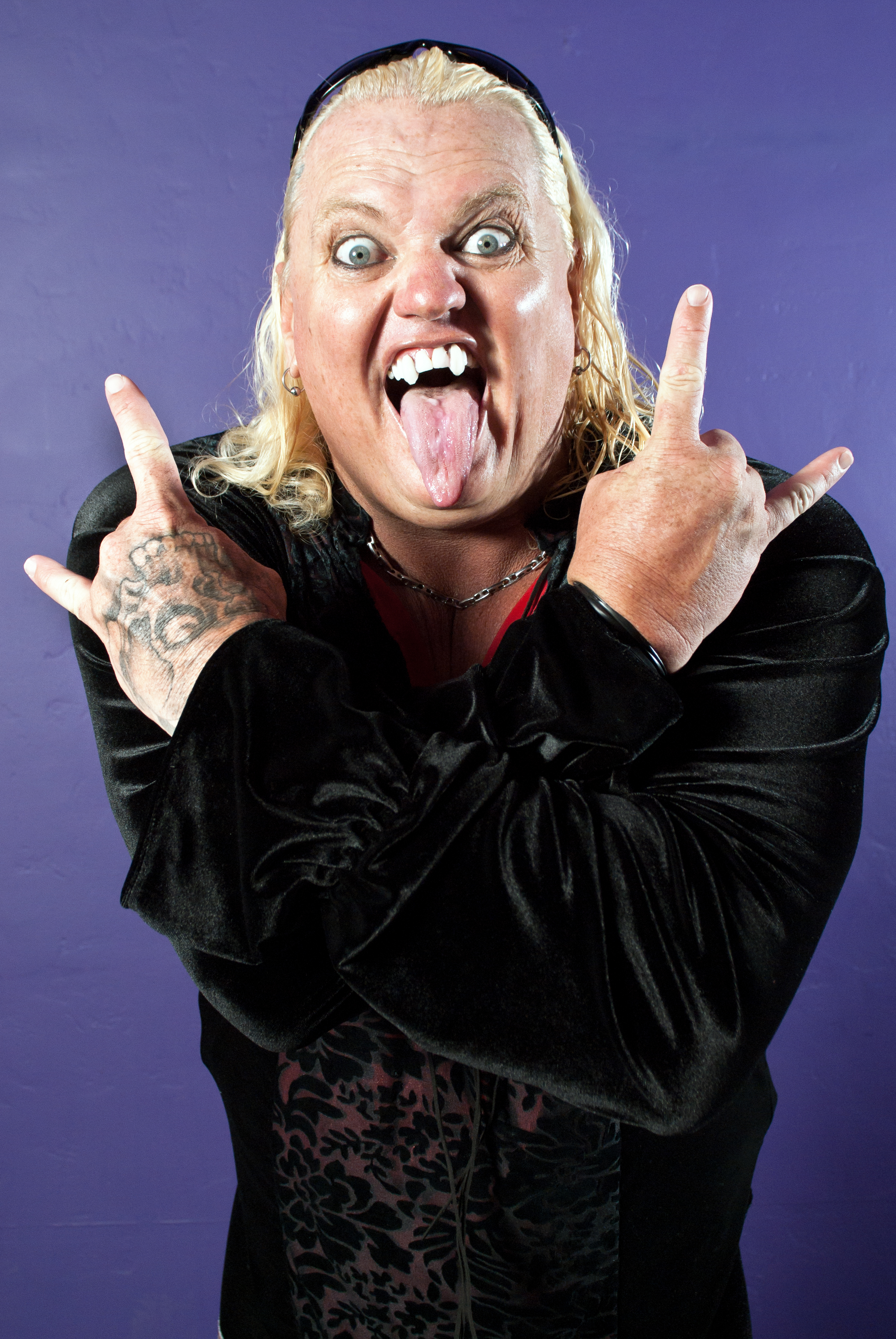

데이비드 히스(David Heath)는 주로 WWF/WWE 링네임이 갱그렐(Gangrel)이라고 부른다. 본명이 바로 데이비드 윌리엄 히스(David William Heath)라고 부른다. 1968년 2월 16일 미국의 남자 프로레슬링선수다. 미국 플로리다 주 포트로더데일 이라는 살았다는 있다. 1988년 프로레슬링 입문으로 밝혀졌다. 피니쉬는 임페일러 DDT(리프팅 DDT)이고 저먼 수플렉스, 백브레이커 랙 드롭, 브롱코 버스터, 포어암 클럽, 포어암 드롭, 헤드벗 드롭, 하이 니, 점핑 시티드 센턴, 넥브레이커 슬램을 사용한다. 키는 189cm(6 ft 2 in)에다가 몸무게는 98kg(216 lb)이지만 그당시 WWF 1998년 에지, 크리스찬과 함께 WWF 스테이블이였던 더 브루드라는 활동을 한적도 있었다. 심지어는 미니스트리 오브 다크니스도 가입도 한적도 있었다고 한다. 등장시에서는 한손에는 피를 들고 불길을 걸어나오는 끔찍한 모습이라고 하고 게다가 흡혈귀 기믹에 걸맞게 피를 뿜는 것 같은 효과를 연출한다. 그리고 블러드 배스라는 명칭으로 조명을 끈 뒤 상대에게 피세례를 퍼붓는 기술도 있다. 워낙은 아주 공포스럽던 프로레슬링선수 중 한명이다. 블러드 스핏(아시안 미스트)도 사용을 한적도 있었다. 눈이나 얼굴로도 가능성이 있다.

## Professional wrestling highlights
- Finishing moves
  - Backbreaker rack drop - 1994-1996
  - Bronco buster - 1992-1994
  - Forearm drop - 1992-1994
  - Forearm club - 1990-1992
  - German suplex - 1998-present
  - Headbutt drop - 1990-1992
  - High knee - 1994-1996
  - Impaler DDT (Lifting DDT) 1998-present
  - Jumping seated senton - 1996-1998
  - Neckbreaker slam - 1996-1998
- Signature moves
  - Blood Spit (Asian mist)
  - Professional wrestling throws#Body slam
  - Boston crab
  - Multiples elbow drop
  - Multiples suplex variations
    - Double underhook
    - Fisherman
    - Full nelson
    - Side belly to belly
    - Trapping

  - Rear naked choke
  - Side kick
  - Side slam
  - Standing powerbomb
  - STF Stepover toehold facelock
- Manager
  - Bert Prentice
  - Kiara Dillon
  - Luna Vachon
- Targeted fighters
  - Brood
  - Hardy Boyz
- Entrance themes
  - "Fangin' and Bangin'" by Dan-E-O (1993-1998; Independent circuit)
  - "Blood" by Jim Johnston (WWF; 1998-2001; 2004; 2007)

## 수상
- APW 태그팀 챔피언 (1회) - 빌리 블레이드
- AWF 월드 주니어 월드 헤비웨이트 챔피언 (1회)
- ASW 트랜스-캐나다 월드 헤비웨이트 챔피언 (1회)
- ASW 월드 헤비웨이트 챔피언 (1회)
- EWP 월드 헤비웨이트 챔피언 (1회)
- EWP 아이언맨 타이틀 하드코어 넉아웃 토너먼트 (2003)
- 후드슬램 골드 긱 챔피언 (1회)
- IPWA 태그팀 챔피언 (2회) - 러스티 브룩스
- LPW 홀 오프 페임 (2010)
- MXPW 월드 헤비웨이트 챔피언 (1회)
- NWA 플로리다 태그팀 챔피언 (1회) - 톰 내쉬
- NWL 월드 헤비웨이트 챔피언 (1회)
- PPW 아메리칸 월드 헤비웨이트 챔피언 (1회)
- 루키드 오브 더 이열 (1993)
- 랭크드 넘버 102 오브 더 탑 500 레슬링 인 더 PWI 500 인 1999
- PWL 월드 헤비웨이트 챔피언 (1회)
- PWR 월드 헤비웨이트 챔피언 (1회)
- PWA 온타리오 월드 챔피언 (1회)
- 스탬피드 인터네셔널 태그팀 챔피언 (1회) - 톰 내쉬
- TWA 태그팀 챔피언 (1회) - 블랙하트 디스트럭션
- WCWC 퍼시픽 노스웨스트 월드 챔피언 (3회)
- WCWC 레거시 월드 챔피언 (3회)
- WCWC 태그팀 챔피언 (3회) - 마이키 오쉐어 (1회), 신 보디 (2회)